# カタヴィ国立公園
カタヴィ国立公園はタンザニア西部のルクワ州にある国立公園。4,471平方キロメートルの敷地面積はタンザニアの国立公園として3番目に広い。

## 概要
タンザニーカ湖の東側、ルクワ湖に至る地溝帯内に位置する。乾湿の差が激しいことが特徴。訪問者（観光客）は、後述する道路事情や動物生態を観察する目的から乾期に集中する。

## 野生動物
大型獣としてアフリカスイギュウとアフリカゾウ、カトゥマ川のカバで注目される。乾期には、公園内の河川が急速に干上がるため、動物が水を求めて大移動を起こす。このことで一時的に動物の生息密度が高くなり、一度に多くの種が観察できる機会が生まれることで知られる。

## アクセス
交通の便は、極端に悪い。近隣の町は、ムベヤまたはキゴマであるが、いずれも300-500km以上の距離があるため、自動車を用いて1日で到達することは困難。雨期は、道路が泥濘状態もしくは水没するため、確実に到達できる保証はない。